# Oesoko
Oesoko is een bestuurslaag in het regentschap Timor Tengah Utara van de provincie Oost-Nusa Tenggara, Indonesië. Oesoko telt 1038 inwoners (volkstelling 2010).